# 哈旺罗布
哈旺罗布（1942年1月—2011年11月7日）藏族，西藏吉隆县人，中华人民共和国官员。

## 生平
1956年8月，哈旺罗布参加工作，1980年6月加入中国共产党。哈旺罗布历任拉萨纳金电厂、西藏自治区水利队、西藏自治区水利局技术员，西藏自治区水利电力厅水利处农电科副科长、电建处副处长，西藏自治区水利局副局长、党委代理书记、局长，西藏自治区农牧林委员会水利局党委书记、局长，西藏自治区农牧林委员会副主任，西藏自治区水利局党组书记、副局长，西藏自治区农牧厅党组成员、副厅长等职务。2001年5月，经组织批准，哈旺罗布享受正厅级职务工资和医疗待遇，提前退休。
2011年11月7日，哈旺罗布在拉萨病逝，享年70岁。